# Parâmetros curriculares nacionais

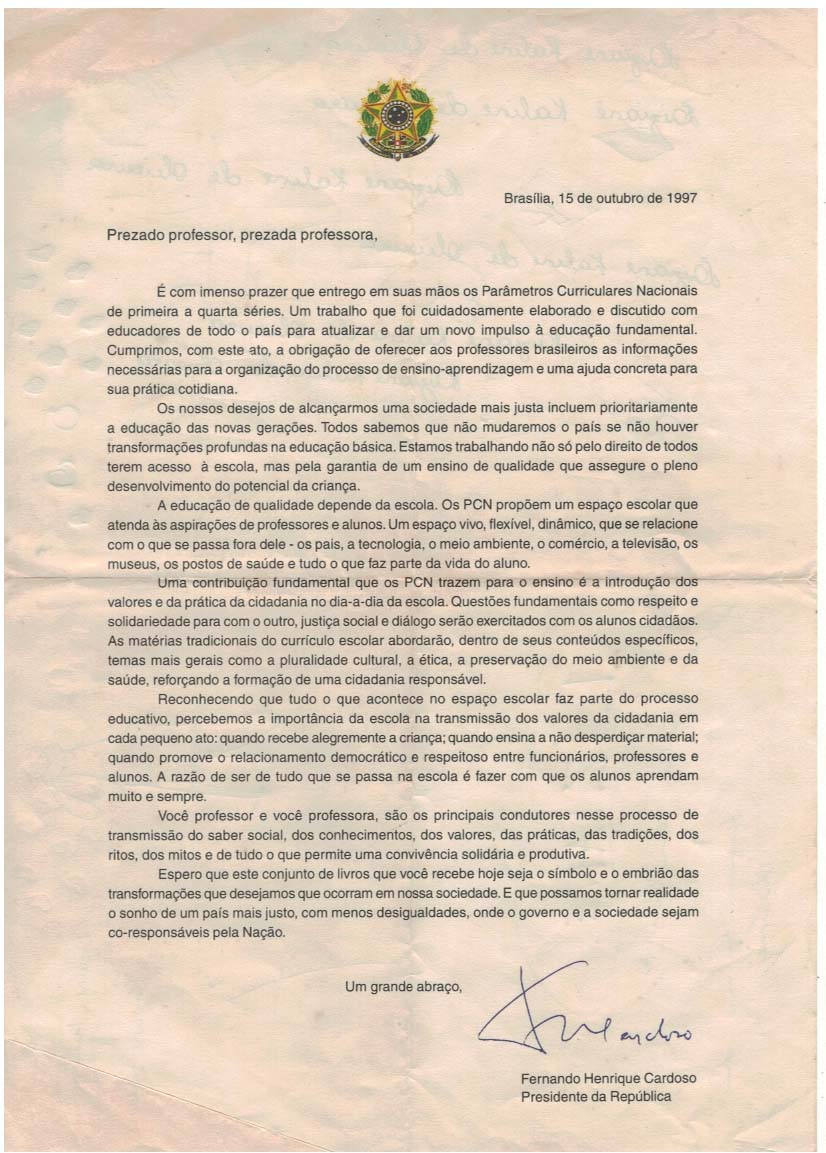
Documento do governo Fernando Henrique Cardoso apresentando os PCNs em 1997.

Parâmetros curriculares nacionais são diretrizes elaboradas pelo Governo Federal que orientam a educação no Brasil. São separados por disciplina. Além da rede pública, a rede privada de ensino também adota os parâmetros, porém sem caráter obrigatório.
Os Parâmetros Curriculares Nacionais do Ensino Médio foram instituídos como Diretrizes Curriculares Nacionais para o Ensino Médio por meio da Resolução CEB nº 3, de 26 de junho de 1998, que foi precedida por debates com setores organizados da sociedade civil e por formulações de consultores e especialistas na área educacional.